# Hylopanchax stictopleuron
Hylopanchax stictopleuron es una especie de peces de la familia de los pecílidos en el orden de los ciprinodontiformes.

## Morfología
Los machos pueden alcanzar los 3,5 cm de longitud total.

## Distribución geográfica
Se encuentran en África: Gabón, República Democrática del Congo y República del Congo.